# Delmer Daves
Delmer Lawrence Daves (* 24. Juli 1904 in San Francisco, Kalifornien; † 17. August 1977 in La Jolla, Kalifornien) war ein US-amerikanischer Regisseur, Drehbuchautor und Filmproduzent. Am bekanntesten wurde er durch seine Western wie Der gebrochene Pfeil, Der letzte Wagen oder Zähl bis drei und bete, er bediente aber auch erfolgreich andere Genres wie Thriller oder Liebesdramen.

## Leben
Delmer Daves studierte Jura an der Stanford University, sollte aber nie einen juristischen Beruf ausüben. Beginnend mit dem Film The Covered Wagon von 1923 übernahm er für einige Jahre diverse Filmcrew-Aufgaben. Zwischen 1928 und 1932 war er als Schauspieler in einigen Film-Nebenrollen zu sehen, aber bedeutender war seine ab 1929 beginnende Tätigkeit als Drehbuchautor. In den 1930er-Jahren konnte er sich als Drehbuchschreiber in Hollywood etablieren, unter anderem arbeitete er an dem Kriminaldrama Der versteinerte Wald (1936) und dem Liebesfilm Love Affair (1939).
1943 führte Daves erstmals Regie, und zwar in dem Kriegsfilm Bestimmung Tokio. Im Verlaufe der 1940er arbeitete er in verschiedenen Genres, darunter bei den vom Film noir geprägten Filmen Die schwarze Natter mit Humphrey Bogart und The Red House mit Edward G. Robinson (beide 1947). Der unter seiner Regie gedrehte Film Der gebrochene Pfeil (Broken Arrow) aus dem Jahr 1950 gilt als einer der ersten indianerfreundlichen Western Hollywoods. Er ist eine sehr frei gestaltete Verfilmung des historischen Romans Blood Brother von Elliott Arnold und thematisiert die Entwicklung der Freundschaft zwischen zwei historisch verbürgten Persönlichkeiten in der Geschichte Arizonas, dem Chiricahua-Häuptling Cochise (dargestellt von Jeff Chandler) und dem weißen Scout und Postreiter Tom Jeffords (dargestellt von James Stewart). Daves hatte in seiner Jugend in den 1920er-Jahren selbst einige Zeit unter Indianern gelebt und war von deren Kultur fasziniert.
Im Verlaufe der 1950er-Jahre inszenierte Daves weitere Western, darunter am bekanntesten wohl Zähl bis drei und bete (3:10 to Yuma, 1957) mit Glenn Ford und Van Heflin in den Hauptrollen. 1953 trat Daves mit dem Film Insel der zornigen Götter (Bird of Paradise) zum ersten Mal als Filmproduzent in Erscheinung, in dieser Funktion agierte er anschließend auch noch bei weiteren Filmen. Der 1959 in den Kinos angelaufene Der Galgenbaum sollte sein letzter Western werden, denn nach einem Herzinfarkt im Jahr 1958 erhielt Daves den Rat, das Drehen der körperlich herausfordernden Western zu lassen. Das leitete die letzte Periode seiner Karriere ein, in der er vor allem Melodramen und Romanzen inszenierte. Besonders erfolgreich war Die Sommerinsel von 1959, der einige damals als gewagt geltende Sexualthemen ansprach und dennoch sehr erfolgreich in den Kinos lief. Danach drehte er noch drei weitere Filme mit Troy Donahue, der durch Die Sommerinsel zum Star geworden war. Nach dem Liebesdrama Kampf in der Villa Fiorita zog sich Daves 1965 aus dem Filmgeschäft zurück.
Von 1938 bis zu seinem Tod im August 1977 war er mit der Schauspielerin Mary Lawrence (1918–1991) verheiratet, aus der Ehe gingen drei Kinder hervor. Daves ist auf dem Forest Lawn Memorial Park in Glendale beigesetzt.

## Rezeption
Daves zählte zu dem zu seiner Zeit in Hollywood eher seltenen Typus der Autorenfilmer, die also ihre eigenen Drehbücher verfilmten. Daves selbst äußerte hierzu, er „diktiere die Tonart als Schreiber, und bewahre sie als Regisseur“. Dennoch ging es Daves keineswegs nur um das Abfilmen seines Drehbuchs, sondern auch um den visuellen Stil, wie minutiöse Zeichnungen des Mise en Scène und konkrete Anweisungen für die Kameraarbeit in seinen Drehbüchern belegen.
Die Western von Daves aus den 1950er-Jahren zeichnen sich, statt durch wilde Schießereien, vor allem durch psychologische Figurenzeichnungen und die differenzierte Darstellung von persönlichen Konflikten aus. Filmkritiker wie Dave Kehr oder Jonathan Rosenbaum haben sich um eine Wiederentdeckung der Filme von Daves eingesetzt, gerade auch seiner Nicht-Western.
Inzwischen wurde sich auch filmwissenschaftlich mit Daves auseinandergesetzt. Andrew Danks und Matthew Carter vergleichen in ihrem 2016 erschienenen Werk ReFocus: The Films of Delmer Daves die gemeinsamen Western von Daves und Glenn Ford in den 1950er-Jahren mit denen, die in derselben Zeit zwischen Anthony Mann und James Stewart sowie John Ford und John Wayne entstanden. Daves gilt den beiden als unterschätzt, da seine subtile, komplexe und gegenüber seinen Figuren oft sympathische Inszenierung leicht zu übersehen sei.

## Auszeichnungen
Daves erhielt im Laufe seiner Filmkarriere nie Nominierungen für Oscar oder Golden Globe, immerhin erhielt er Nominierungen für den Directors Guild of America Award und gleich sechsmal für den Laurel Award. Ihm zu Ehren befindet sich 1634 Vine Street auf dem Hollywood Walk of Fame ein Stern.

## Filmografie (Auswahl)

### Schauspiel
- 1929: The Duke Steps Out
- 1929: The Bishop Murder Case

### Nur Drehbuch
- 1929: So This Is College
- 1929: Queen Kelly nicht im Abspann
- 1934: Das Taucherduell (No More Women)
- 1934: Broadway-Show (Dames)
- 1934: Liebeskadetten (Flirtation Walk)
- 1935: Stranded
- 1935: Der Jazzkadett (Shipmates Forever)
- 1936: Der versteinerte Wald (The Petrified Forest)
- 1938: Der gejagte Professor (Professor Beware)
- 1939: Ruhelose Liebe (Love Affair)
- 1941: The Night of January 16th
- 1942: Du warst nie berückender (You Were Never Lovelier)
- 1943: Stage Door Canteen
- 1943: Bestimmung Tokio (Destination Tokyo)
- 1955: Die weiße Feder (White Feather)
- 1957: Die große Liebe meines Lebens (An Affair to Remember)

### Regie (komplett)
- 1943: Bestimmung Tokio (Destination Tokyo) – auch Drehbuch
- 1944: The Very Thought of You – auch Drehbuch
- 1944: Hollywood Canteen – auch Drehbuch
- 1945: Pride of the Marines
- 1947: Die schwarze Natter (Dark Passage) – auch Drehbuch
- 1947: The Red House – auch Drehbuch
- 1948: To the Victor
- 1949: Kuß im Dunkeln (A Kiss in the Dark)
- 1949: Sturm über dem Pazifik (Task Force) – auch Drehbuch
- 1950: Der gebrochene Pfeil (Broken Arrow)
- 1951: Insel der zornigen Götter (Bird of Paradise) – auch Drehbuch
- 1952: Return of the Texan
- 1953: Im Reiche des goldenen Condor (Treasure of the Golden Condor) – auch Drehbuch
- 1953: Es begann in Moskau (Never Let Me Go) – auch Drehbuch
- 1954: Die Gladiatoren (Demetrius and the Gladiators)
- 1954: Der einsame Adlerr (Drum Beat) – auch Drehbuch und Produktion
- 1956: Der Mann ohne Furcht (Jubal) – auch Drehbuch
- 1956: Der letzte Wagen (The Last Wagon) – auch Drehbuch
- 1957: Zähl bis drei und bete (3:10 to Yuma)
- 1958: Cowboy
- 1958: Rivalen (Kings Go Forth)
- 1958: Geraubtes Gold (The Badlanders)
- 1959: Der Galgenbaum (The Hanging Tree)
- 1959: Die Sommerinsel (A Summer Place) – auch Drehbuch und Produktion
- 1961: Sein Name war Parrish (Parrish) – auch Drehbuch und Produktion
- 1961: Nur eine einzige Nacht (Susan Slade) – auch Drehbuch und Produktion
- 1962: Abenteuer in Rom (Rome Adventure) – auch Drehbuch und Produktion
- 1963: Sommer der Erwartung (Spencer’s Mountain) – auch Drehbuch und Produktion
- 1964: Ein Mann kam nach New York (Youngblood Hawke) – auch Drehbuch
- 1965: Kampf in der Villa Fiorita (The Battle of the Villa Fiorita) – auch Drehbuch und Produktion